# كونان أوبراين
كونان كريستوفر أوبراين (بالإنجليزية: Conan Christopher O'Brien) هو مقدم برامج تلفزيونية كوميدية أمريكي مشهور من مواليد 18 إبريل، 1963؛ وحائز على جائزة الإيمي. يقدم برنامج «الليلة مع كونان أوبرايان» Late Night with Conan O'Brien على قناة NBC في نيويورك.
وقد أعلنت NBC أنه ابتداء من 2009 سيقوم كونان أوبراين بتقديم «برنامج الليلة» The Tonight Show عوضا عن جاي لينو (بالإنجليزية: Jay Leno).

## حياته الخاصة
ولد كونان أوبراين في بروكلاين - ماساتشوستس وهي ضاحية في بوسطن لأب وأم من أصول إيرلندية وكان أبوه توماس فرانسيس أوبراين (بالإنجليزية: Thomas Francis O’Brien) يعمل طبيبا عاما أما أمه روث ريردون (بالإنجليزية: Ruth Reardon) فكانت تعمل محامية.
بعد تخرجه من الثانوية التحق بجامعة هارفارد وخلال السنة الثانية والثالثة من دراسته في هارفرد كان يكتب لمجلة هارفارد لامبوون (بالإنجليزية: Harvard Lampoon)، وقد كان أول شخص يشغل منصب رئيس المجلة لسنتين منذ 85 عاما.
تخرج من هارفارد بمرتبة الشرف عام 1985 وحصل على بكالوريوس في التاريخ الأمريكي.
في 12 يونيو، 2002 تزوج كونان أوبراين من إليزابث باول (بالإنجليزية: Elizabeth Ann 'Liza' Powel) ورزقا بإبنة اسمياها (بالإنجليزية: Neve) في 14 أكتوبر، 2003 ورزقا بابن أسمياه بيكيت (بالإنجليزية: Beckett) في 9 نوفمبر، 2005.

## حياته المهنية

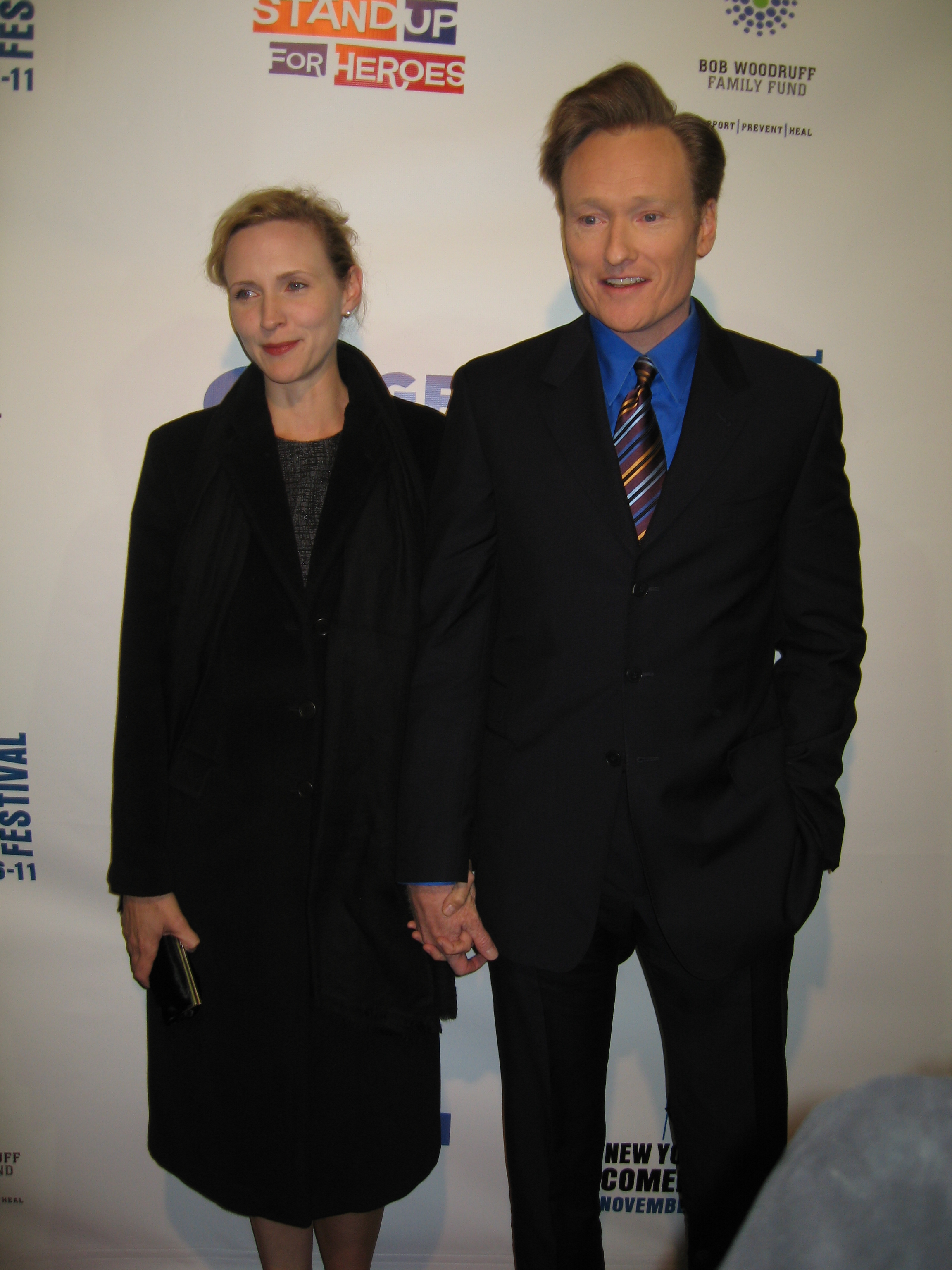
كونان أوبراين مع إليزابيث آن باول

### الكتابة التلفزيزنية
انتقل كونان أوبراين بعد التخرج إلى لوس أنجلوس حيث التحق بطاقم كتّاب مسلسل (Not Necessarily the News) وأمضى سنتين في العمل ضمن طاقم المسلسل ثم في يونيو 1988 عمل ككاتب في برنامج الكوميديا الشهير (Saturday Night Live) حيث أمضى ثلاثة سنوات هناك وحصل في عام 1988 بالتشارك مع طاقم الكتابة على جائزة الإيمي عن أفضل كتابة لبرنامج كوميدي.
في عام 1991 وحتى عام 1993 عمل كونان أوبراين ككاتب في البرنامج الكرتوني الكوميدي الشهير سمبسونز.

### برنامجLate Night
في 13 سبتمبر، 1993 عرضت أول حلقة من برنامج Late Night with Conan O'Brien ولكون كونان أوبراين لم يكن معروفا كشخصية تلفزيونية للعامة فإن البرنامج لم يلاق نجاحا كبيرا في بداياته ويعود ذلك أيضا إلى أن كونان نفسه لم يكن متمرسا كمقدم برامج ولكن مع الوقت ومع تقدم مهارات كونان أوبراين في الكتابة والتقديم التلفزيوني واكتسابه المزيد من الخبرة أصبحت جودة البرنامج ترتفع حتى أصبح ابتداء منذ عام 1997 وحتى الآن من أشهر وأنجح البرامج الحوارية والكوميدية التلفزيونية في الولايات المتحدة حيث حقق عدد مشاهدين يبلغ 2.5 مليون مشاهد للحلقة. وتم ترشيح البرنامج لما مجموعه 11 جائزة إيمي منذ 1996 وحتى 2006.

### أعمال أخرى
مثل كونان أوبراين أدوارا ثانوية وظهر كضيف في عدد من المسلسلات والأفلام السينمائية منها Bewitched وSpin City وThe Office كما أدى أدوارا صوتية تمثله شخصيا في عدد من المسلسلات الكرتونية مثل وفيوتشوراما وعائلة سيمبسون.

## روابط خارجية
- كونان أوبراين على موقع IMDb (الإنجليزية)
- كونان أوبراين على موقع الموسوعة البريطانية (الإنجليزية)
- كونان أوبراين على موقع ألو سيني (الفرنسية)
- كونان أوبراين على موقع ميوزك برينز (الإنجليزية)
- كونان أوبراين على موقع أول موفي (الإنجليزية)
- كونان أوبراين على موقع قاعدة بيانات الأفلام السويدية (السويدية)
- كونان أوبراين على موقع إن إن دي بي (الإنجليزية)
- كونان أوبراين على موقع أول ميوزيك (الإنجليزية)
- كونان أوبراين على موقع ديسكوغز (الإنجليزية)
- كونان أوبراين على موقع قاعدة بيانات الفيلم (الإنجليزية)
- الموقع الرسمي
- صفحة كونان أوبراين في موقع IMDb
- صفحة كونان أوبراين في موقع NBC